# Dan Edwards
Pour les articles homonymes, voir Edwards.

a Compétitions nationales et continentales officielles uniquement.

b Matchs officiels uniquement.
Dernière mise à jour le 2 février 2025.
Dan Edwards, né le 7 mai 2003 à Port Talbot (pays de Galles), est un joueur international gallois de rugby à XV évoluant au poste de demi d'ouverture aux Ospreys.

## Biographie
Dan Edwards est formé au Cwmafan RFC et est sélectionné dans l'équipe des moins de 15 ans de Swansea Valley dans le cadre du Dewar Shield. 
Par la suite, il joue pour l'Aberavon RFC et le Swansea RFC en Championnat du pays de Galles. En 2022, il est notamment élu meilleur jeune joueur et joueur ayant le plus progressé de la saison. Avec l'équipe du pays de Galles des moins de 20 ans, il participe au Tournoi des Six Nations en 2022 et 2023, ainsi qu'aux Six Nations Summer Series 2022 et au Championnat du monde junior 2023.  
Le 26 novembre 2023, Edwards fait ses débuts professionnels avec les Ospreys face aux Scarlets en United Rugby Championship, et marque un essai pour son premier match en professionnel. En février 2024, il prolonge son contrat avec les Ospreys.  
En janvier 2025, il est sélectionné par Warren Gatland pour disputer le Tournoi des Six Nations. Edwards honore sa première cape le 31 janvier 2025 face à la France, en remplaçant Owen Watkin sorti sur blessure dès la 26e minute de jeu.